# Pterolophia minutissima
Pterolophia minutissima är en skalbaggsart som beskrevs av Maurice Pic 1926. Pterolophia minutissima ingår i släktet Pterolophia och familjen långhorningar. Inga underarter finns listade i Catalogue of Life.